# サンチョ1世 (レオン王)
サンチョ1世 （Sancho I de León、935年 - 966年12月19日）は、レオン王（在位：956年 - 958年、960年 - 966年）。肥満王（el Craso）とも呼ばれた。

## 生涯
ラミロ2世と、2度目の王妃ウラカ・サンチェスの子として生まれた。951年に異母兄オルドーニョ3世が即位すると、自らの王位継承権を主張して対立した。956年にオルドーニョ3世が急死したため即位したが、わずか2年後、サンチョが極度に肥満していることを理由にフェルナン・ゴンサレス率いるレオン貴族・カスティーリャ貴族によって退位させられ、いとこにあたるオルドーニョ4世（アルフォンソ4世の子）が即位した。
その後、サンチョは祖母であるパンプローナ王女トダの元へ行き、自らの王位を取り戻すため助けを求めた。彼はコルドバの後ウマイヤ朝カリフ、アブド・アッラフマーン3世と取引し、ドゥエロ川両岸地域を与えるのと引き換えに、カリフに仕えるユダヤ人医師であるハスダイ・イブン・シャプルトの治療を受けられるようにすることと、レオン王位回復の支援を受けた。
パンプローナ王女トダ、サンチョ1世、王妃テレサ・アンスレスはコルドバへ旅した。ハスダイは、サンチョの肥満治療として40日間お茶以外のものを口にしないよう命じた。条約に署名がなされ、ナバーラとイスラームの連合軍は959年にサモーラを、960年にはレオンを占領し、サンチョは王として復位した。オルドーニョ4世はアストゥリアスへ逃亡した。
サンチョ1世はイスラム教徒との間で結んだ契約のほとんどを忘れたため、この時期には起きないものの、イスラム教徒はオルドーニョ4世を支援する襲撃に加わった。彼の治世の最後には、貴族の反乱が起き、カスティーリャ貴族やガリシア貴族の独立性が強まることとなった。
レオン王国の聖職者サンピロが記した年代記によると、966年にサンチョ1世は毒を盛られて急死した。ガリシア貴族ゴンサロ・サンチェスが毒入りのリンゴを与えたという。彼の死没日は不明である。

## 子女
959年3月以前に、モンソン伯・カスティーリャ伯アンスル・フェルナンデスの娘テレサと結婚、ラミロ3世とウラカをもうけている。